# Franklin Waldring
Franklin Waldring (2 december 1935 - 27 februari 1996) was een Surinaams dammer.

## Biografie
Franklin Waldring won in 1966 voor het eerst het Surinaams kampioenschap. Dit herhaalde hij in 1974, 1980 en 1985, waarbij hij bij zijn tweede en vierde titel ongeslagen bleef. In 1980 eindigde hij gelijk met Eduard Autar, waarna de Surinaamse Dambond besloot om aansluitend een tweekamp te houden. Toen ook deze onbeslist bleef, werden beide dammers uitgeroepen tot winnaar van het toernooi.
In 1974 speelde hij op het WK kandidatentoernooi in Tbilisi, de hoofdstad van de Georgische Socialistische Sovjetrepubliek. Hij weigerde toen onder Nederlandse vlag te spelen en eiste dat er een Surinaamse vlag zou komen. Een jaar later zorgde hij voor opschudding van sportieve aard, toen hij tijdens het KSH-damtoernooi in Hoogezand-Sappemeer de Nederlandse kampioen Harm Wiersma wist te verslaan; Wiersma werd het jaar erna wereldkampioen. Waldring kwam drie maal uit tijdens Pan-Amerikaans kampioenschappen, in 1980, 1983 en 1985, en bereikte daar de plaatsen 7, 5 en 5.

## Palmares
Hij speelde tijdens de volgende internationale kampioenschappen of bereikte bij de andere wedstrijden de eerste drie plaatsen:
| Jaar | plaats | kampioenschap                                                |
| ---- | ------ | ------------------------------------------------------------ |
| 1966 | Goud   | Surinaams Kampioenschap                                      |
| 1974 | Goud   | Surinaams Kampioenschap                                      |
| 1974 | 5e     | WK kandidatentoernooi, Tbilisi, Georgië                      |
| 1980 | Goud   | Surinaams Kampioenschap                                      |
| 1980 | 7e     | Pan-Amerikaans kampioenschap, Paramaribo, Suriname           |
| 1983 | 5e     | Pan-Amerikaans kampioenschap, Philadelphia, Verenigde Staten |
| 1985 | 5e     | Pan-Amerikaans kampioenschap, Ituiutaba, Brazilië            |
| 1985 | Goud   | Surinaams Kampioenschap                                      |